# Fanghaken (Flugzeug)

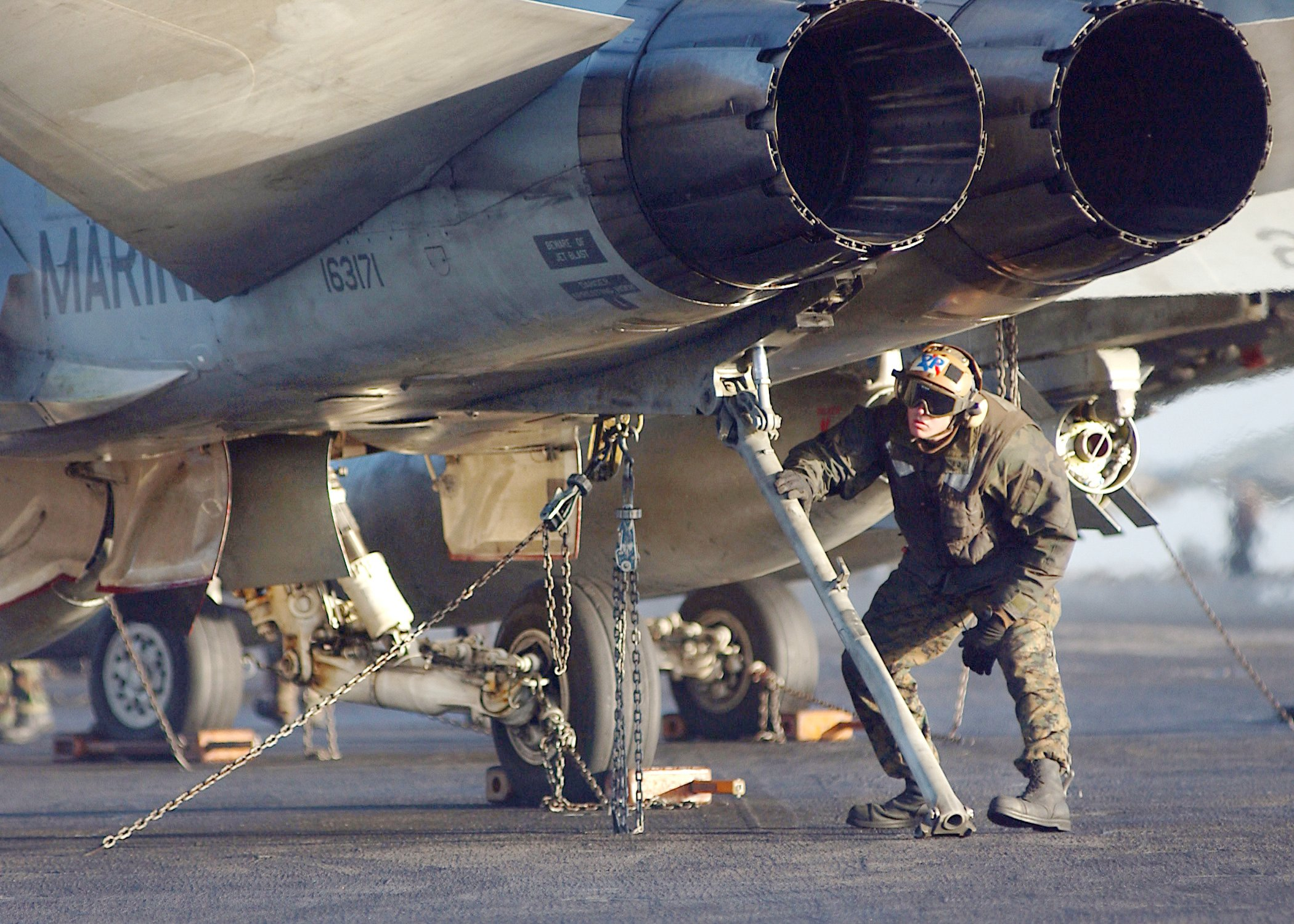
Fanghaken einer F/A-18

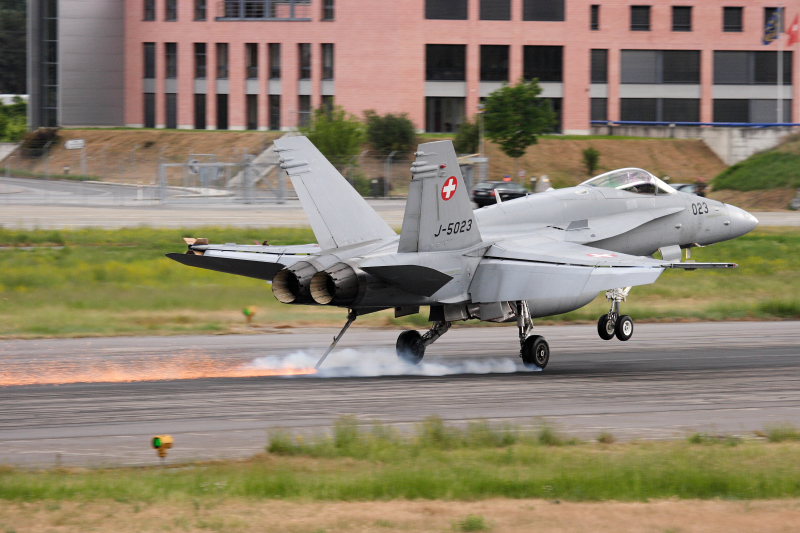
F-18 beim Hakenfang

Ein Fanghaken ist eine Vorrichtung am Flugzeug zum Abbremsen mittels einer Seilfanganlage. Zur Anwendung kommt dieses Verfahren bei Landungen auf Flugzeugträgern aufgrund der geringen verfügbaren Landestrecke oder in Notfällen bei Nutzung von Flugplätzen mit entsprechenden Vorrichtungen auf der Start-/Landebahn.
Der Fanghaken ist an der Unterseite des Flugzeug-Hecks angebracht und hat die Form eines gekrümmten Zeigefingers. Er wird durch den Piloten bei Bedarf ausgelöst, fällt herab oder wird ausgefahren und hakt sich in ein rechtwinklig zur Flugrichtung auf dem Flugdeck oder der Start-/Landebahn gespanntes Fangseil ein.

## Geschichte

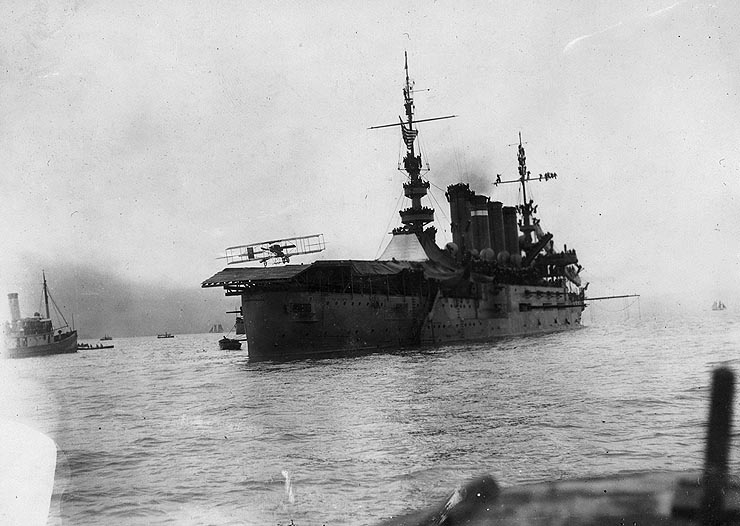
18. Januar 1911 – Landung auf USS Pennsylvania

Eugene Burton Ely war der erste Pilot, der auf einem Schiff landete, wobei er das Fanghaken-System von Hugh Robinson nutzte. Am 18. Januar 1911 landete er sein Flugzeug auf einer Plattform auf dem schweren Kreuzer USS Pennsylvania, der in San Francisco vor Anker lag.

## Nutzung auf Flugplätzen
Die meisten westlichen Kampfflugzeuge sind mit einem Fanghaken ausgestattet. Das gilt auch für Muster, die nie für einen Trägereinsatz vorgesehen waren, zum Beispiel F-104, Tornado, F-16, Eurofighter, F-22. Der Fanghaken kann in Notfällen ausgefahren werden, wenn der entsprechende Flugplatz über eine Hakenfanganlage, also ein Stahlseilsystem am Anfang und/oder Ende der Start-/Landebahn, verfügt.
Bei Nutzung einer Fanganlage sind unter anderem die Einrollgeschwindigkeit und das Einrollgewicht limitierende Faktoren. Hierfür sind Maximalwerte für die Strukturen der Fanganlage und des Flugzeugs festgelegt
Mögliche Einsätze bei Notfällen sind:
- Hakenfang beim Startvorgang: Nutzung der Fanganlage am Ende der Startbahn bei einem Startabbruch bei hoher Geschwindigkeit, zum Beispiel bei schwerwiegenden Problemen wie einem Triebwerksausfall oder Feuer
- Hakenfang bei der Landung: Das Luftfahrzeug setzt vor dem Seil auf und wird nach kurzer Rollstrecke durch die Fanganlage bis zum Stillstand verzögert.
  - Nutzung der Fanganlage am Anfang der Landebahn nach/bei schwerwiegenden Notfällen in der Luft (zum Beispiel bei Hydraulikausfall/-problemen, Ausfall/Störung der Bugradsteuerung)
  - Nutzung der Fanganlage am Ende der Landebahn bei Landungen mit hoher Geschwindigkeit, zum Beispiel beim Ausfall der Bremsen oder bei Landung mit geschwenkten Flügeln.

Darüber hinaus wird der Fanghaken in weiteren Fällen genutzt, zum Beispiel beim Rückwärts-Ziehen in den Flugzeugschutzbau oder als Halteeinrichtung bei Bremsläufen.

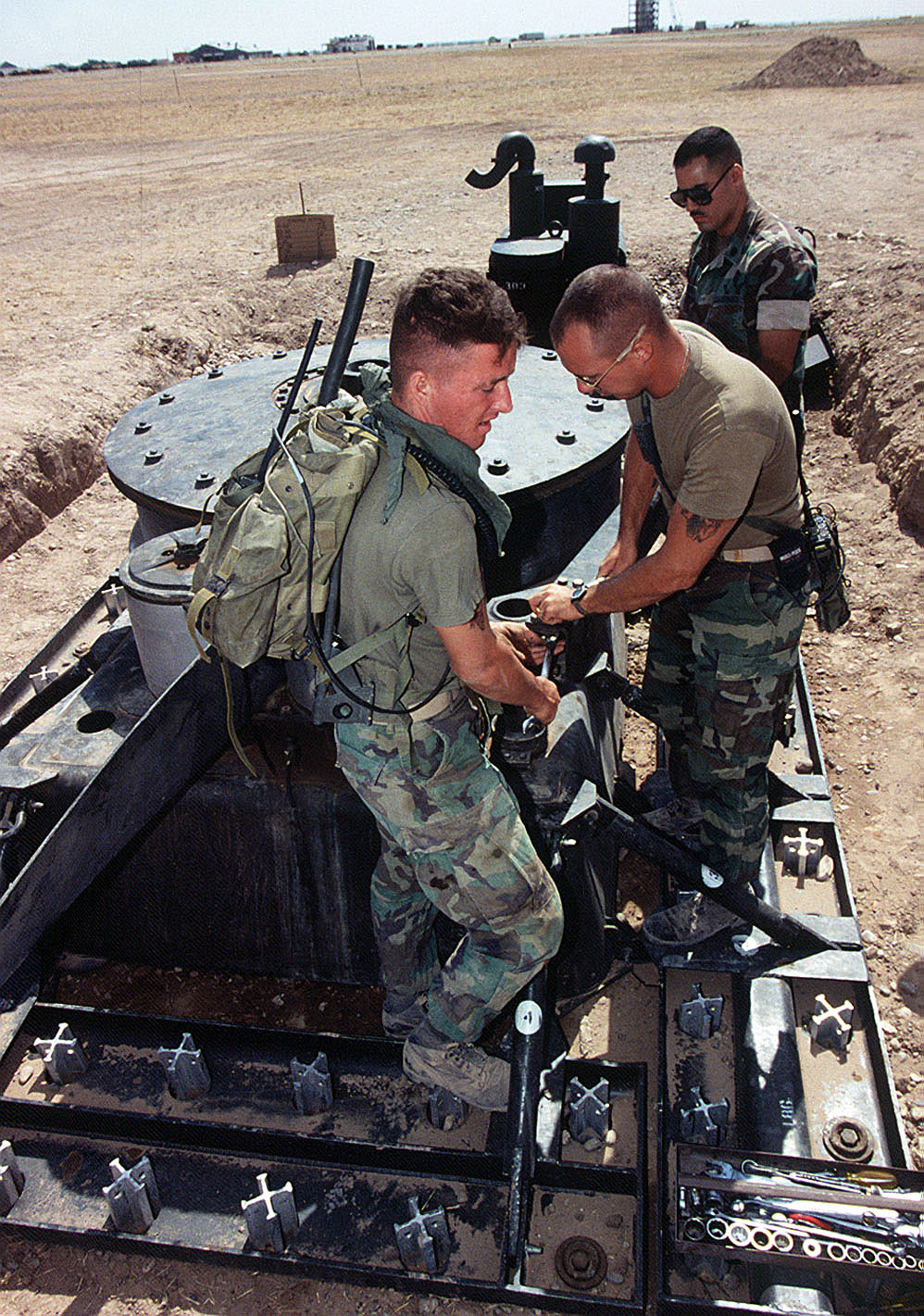
Installation einer Seilfanganlage
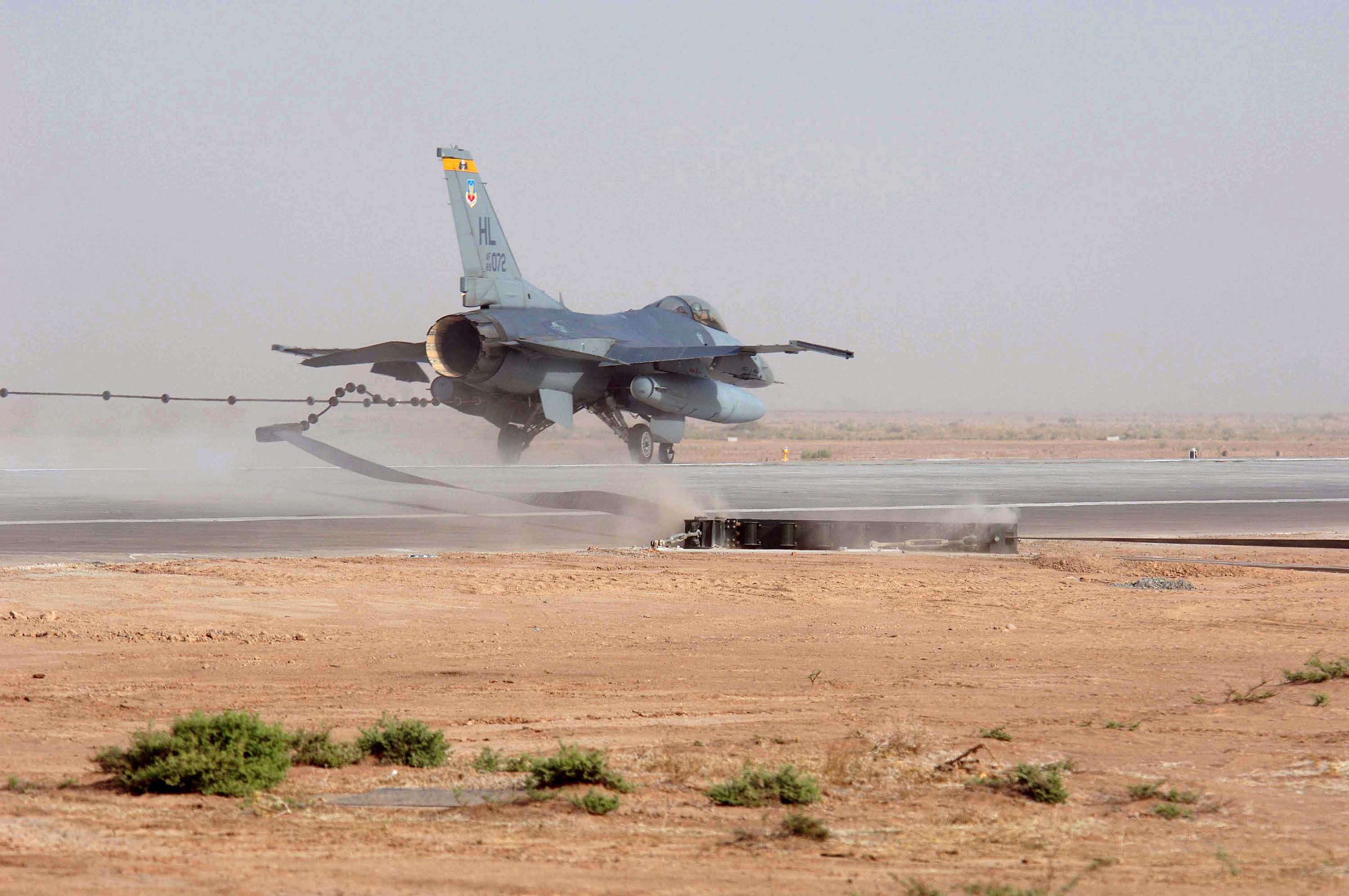
F-16 während der Landung
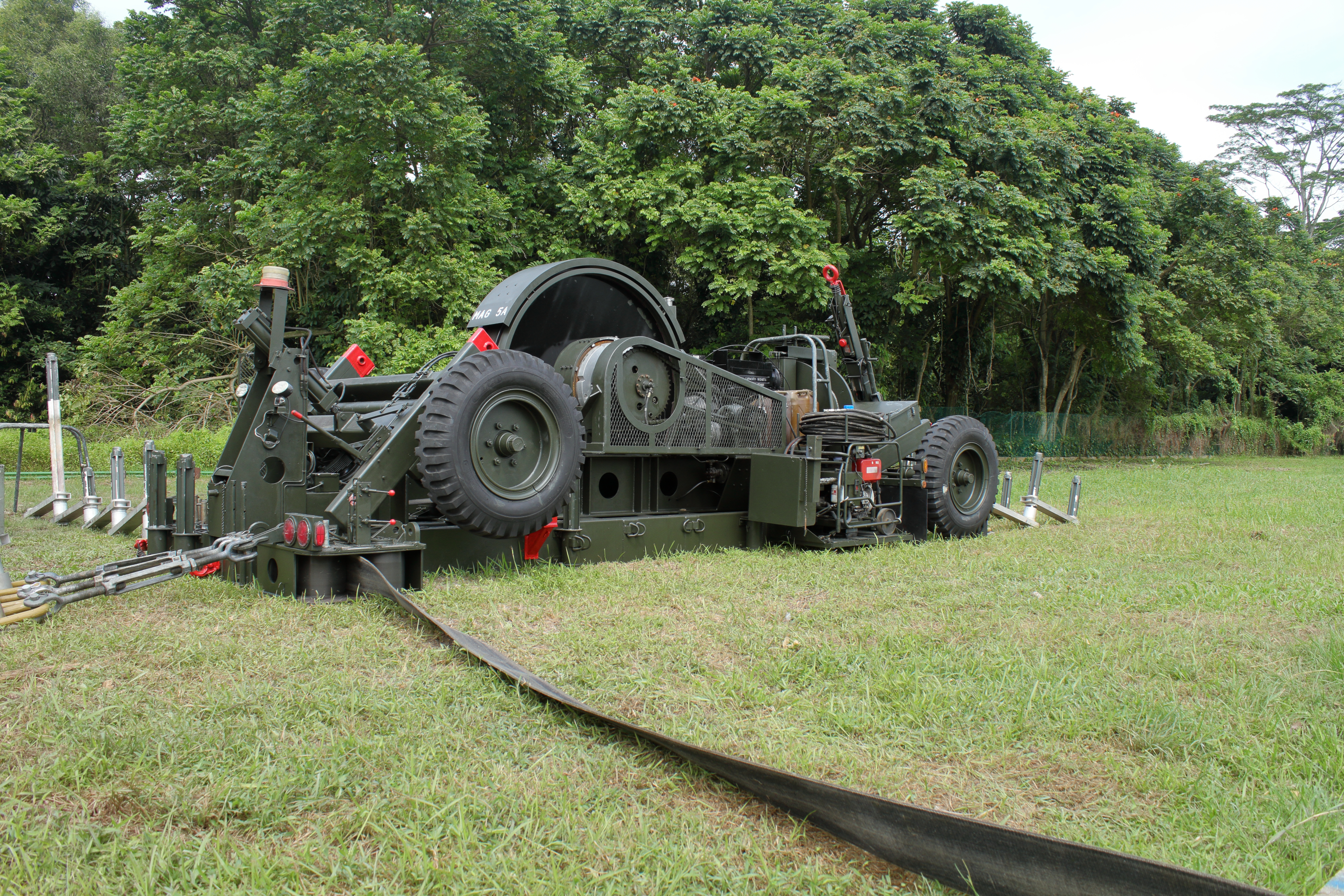
Mobile Seilfanganlage
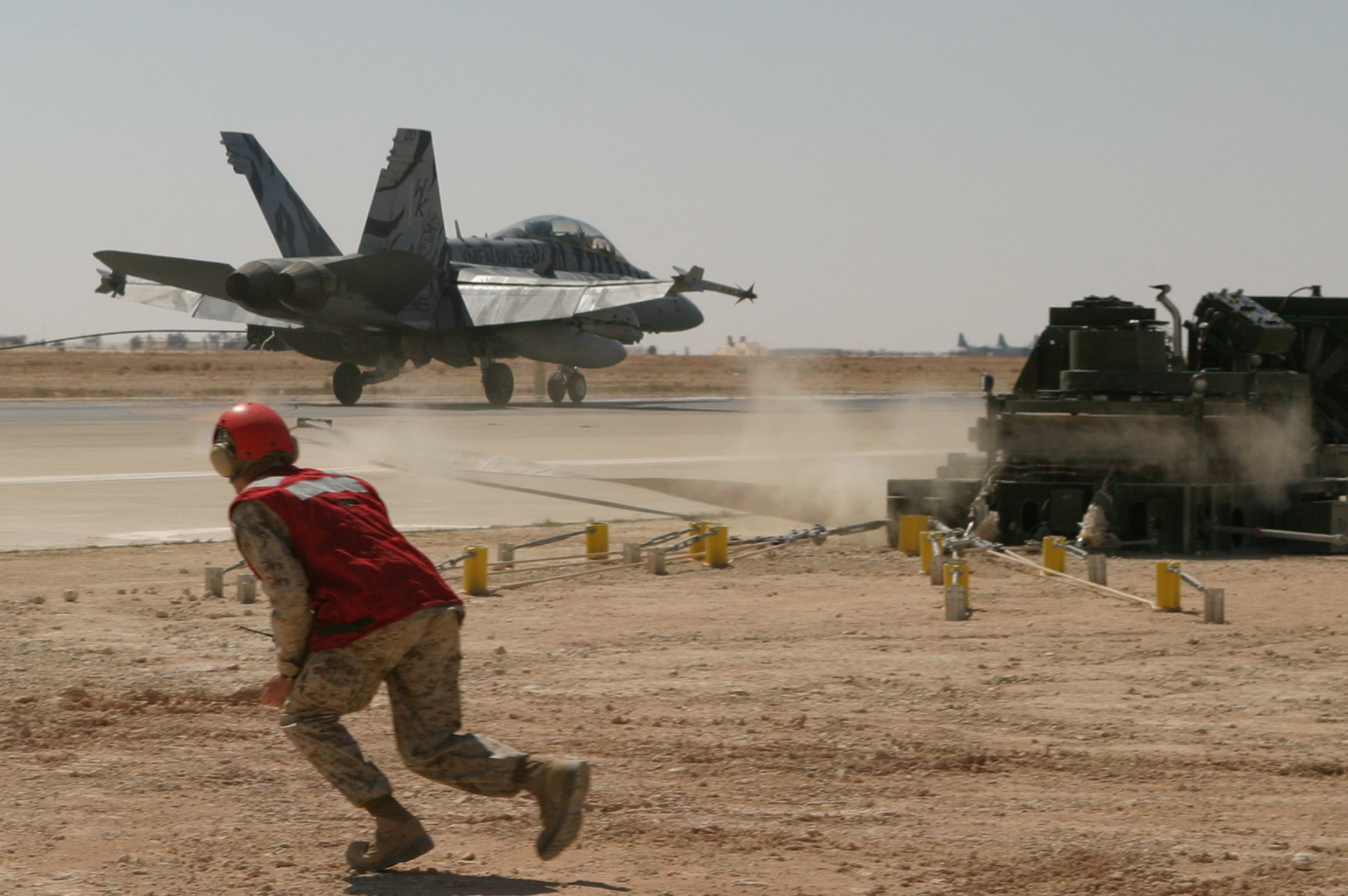
Mobile Seilfanganlage bremst eine F/A-18D Hornet ab

## Nutzung auf Flugzeugträgern

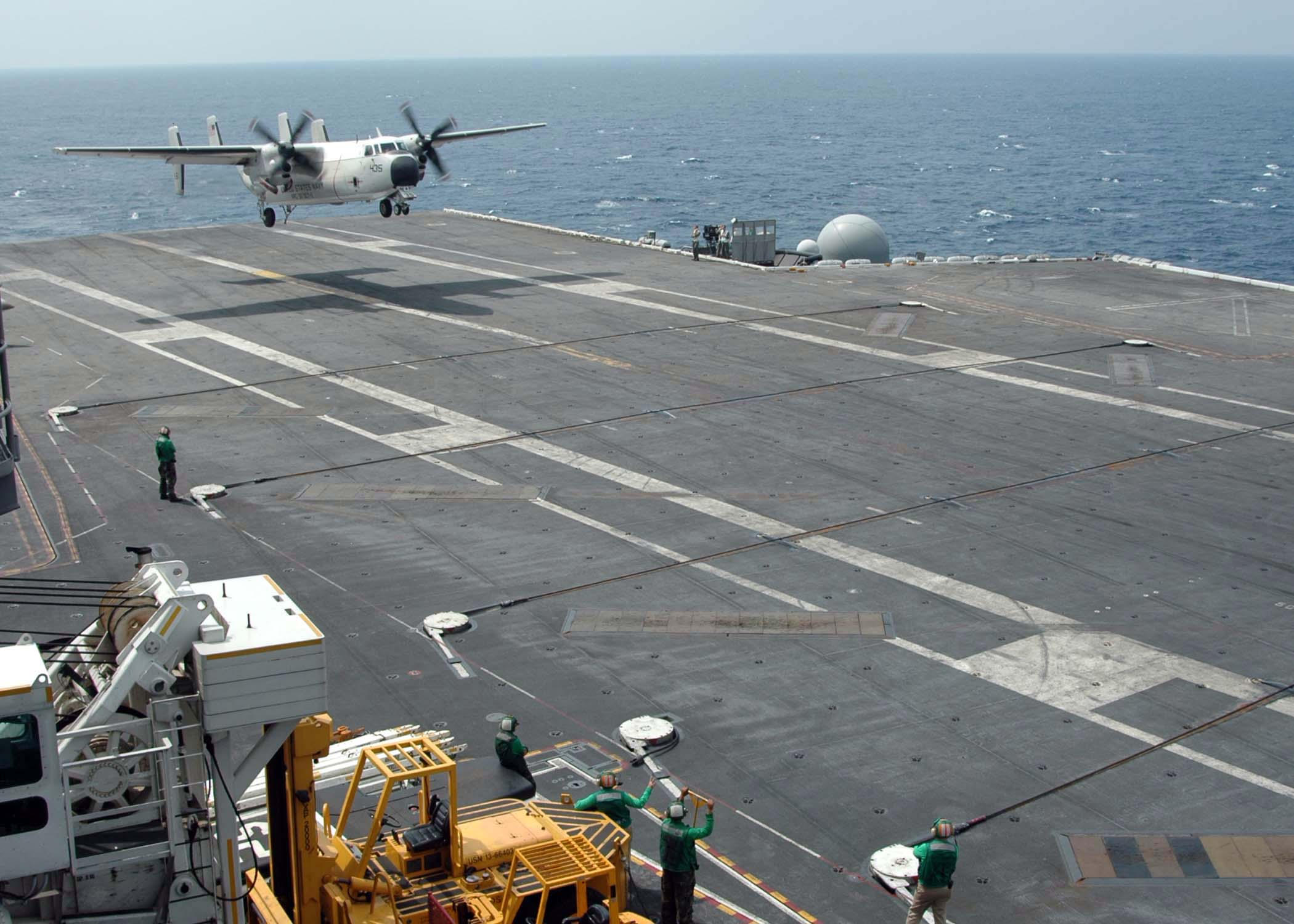
Fangseile
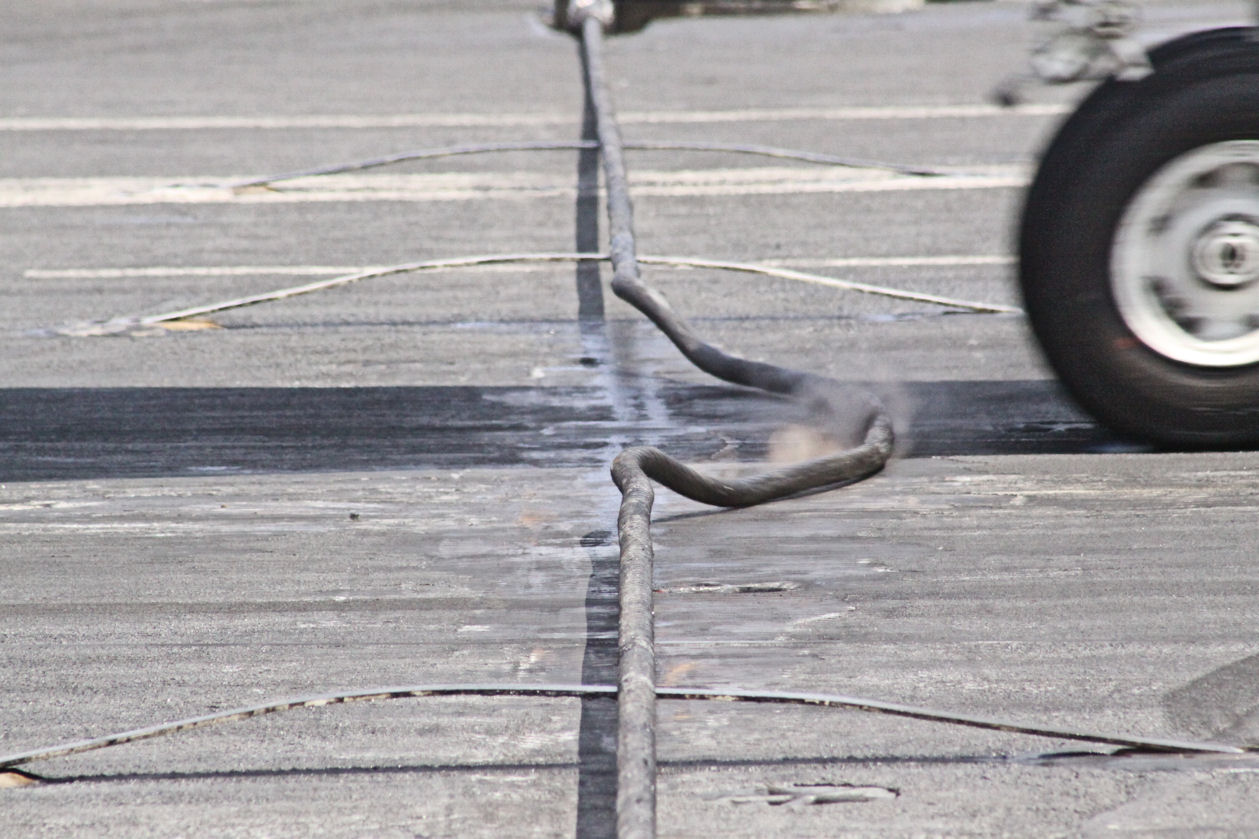
Fangseil liegt auf Blattfedern
Fanghaken einer F-A-18C Hornet
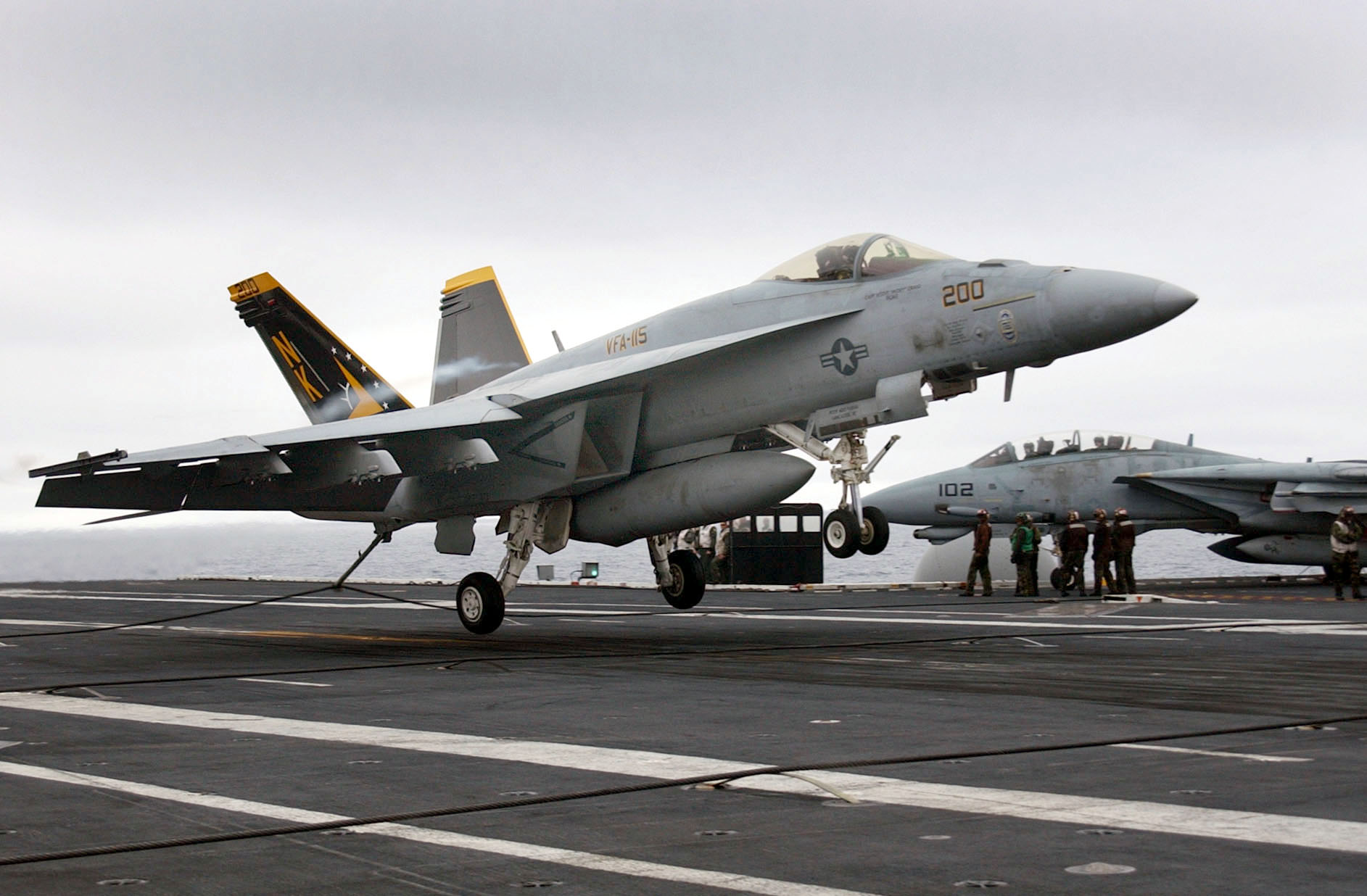
Eine F/A-18E Super Hornet der VFA-115 "Eagles" fängt bei einer Übungslandung das Bremsseil der John C. Stennis
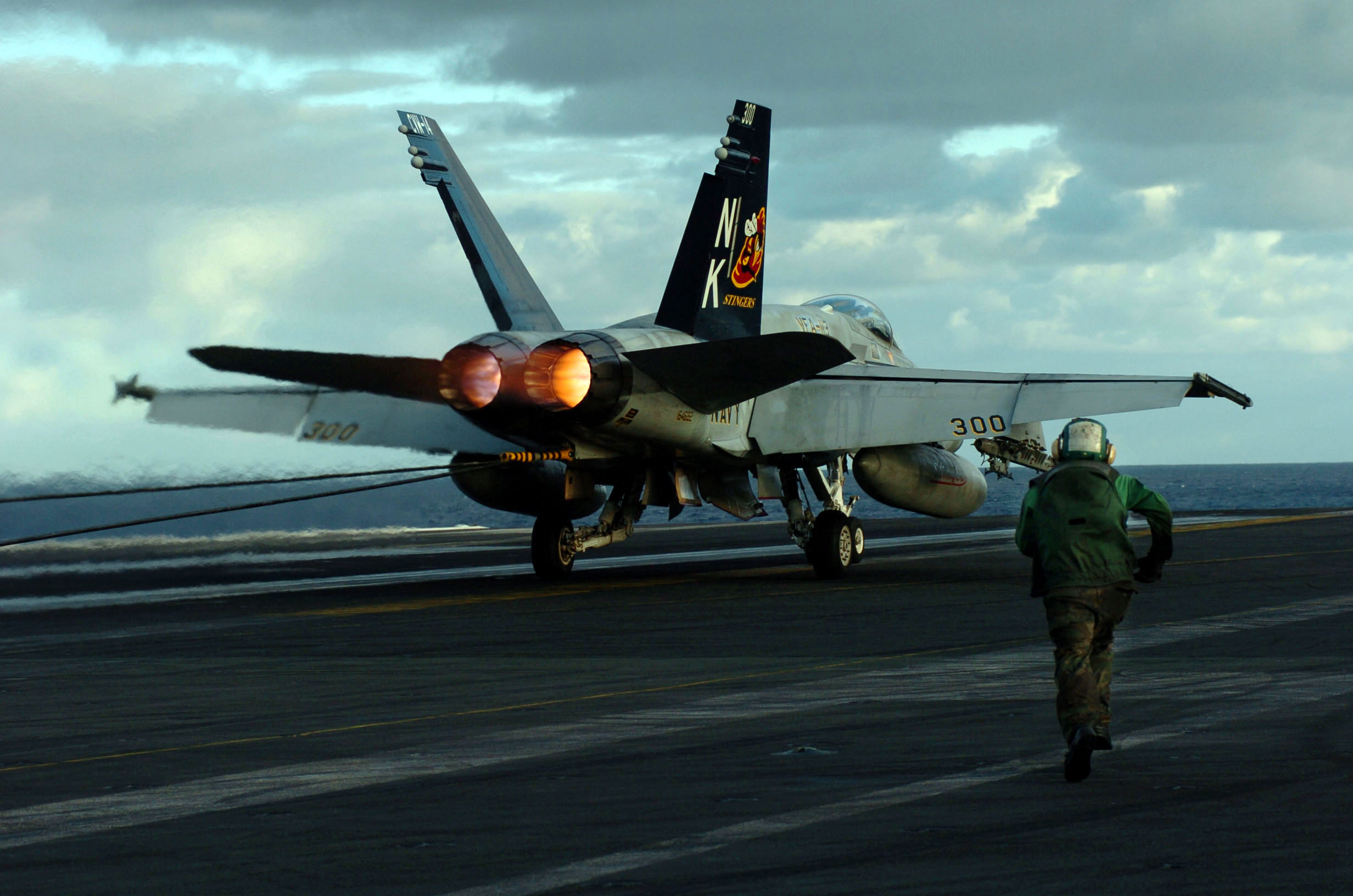
F 18 mit Fanghaken
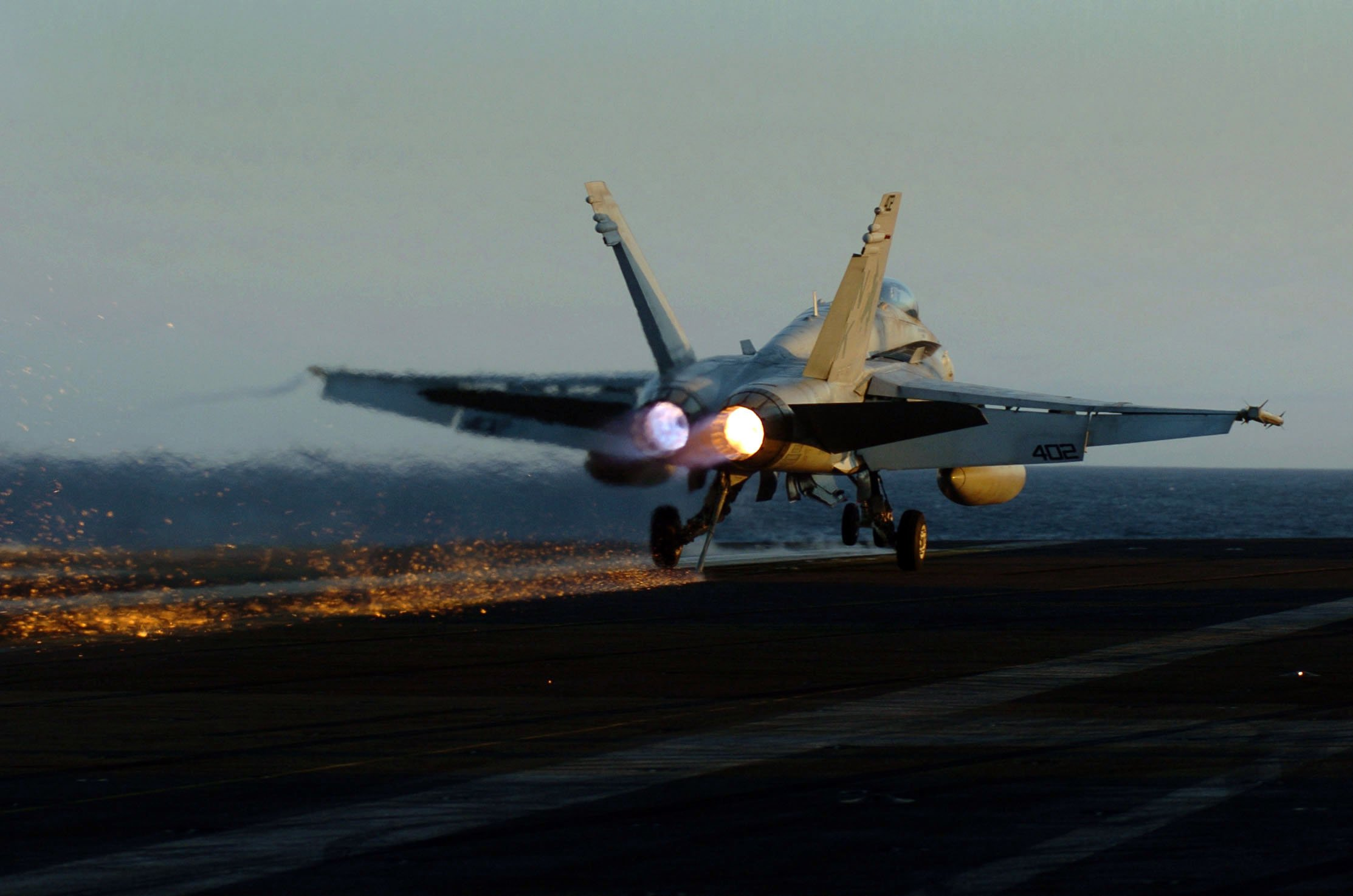
Alle Fangseile verfehlt, der Fanghaken schleift beim Durchstarten über das Deck